# Hymenocallis tubiflora
Hymenocallis tubiflora là một loài thực vật có hoa trong họ Amaryllidaceae. Loài này được Salisb. mô tả khoa học đầu tiên năm 1812.